# Onobops jacksoni
Onobops jacksoni, tên tiếng Anh: fine-lined hydrobe, là một loài ốc nước ngọt rất nhỏ, động vật thân mềm chân bụng có mài trong họ Hydrobiidae.

## Miêu tả
Độ dài vỏ lớn nhất ghi nhận được là 2.9 mm.

## Môi trường sống
Độ sâu nhỏ nhất ghi nhận được là 0 m. Độ sâu lớn nhất ghi nhận được là 0.3 m.